# Schendylotis
Schendylotis là một chi bướm đêm thuộc họ Cosmopterigidae.